# Боатрон (Орн)
Боатрон (фр. Boitron) насеље је и општина у северној Француској у региону Доња Нормандија, у департману Орн која припада префектури Алансон.
По подацима из 2011. године у општини је живело 343 становника, а густина насељености је износила 25,69 становника/km². Општина се простире на површини од 13,35 km². Налази се на средњој надморској висини од 225 метара (максималној 224 m, а минималној 152 m).

## Демографија
| 1962. | 1968. | 1975. | 1982. | 1990. | 1999. | 2011. |
| ----- | ----- | ----- | ----- | ----- | ----- | ----- |
| 244   | 297   | 262   | 263   | 219   | 215   | 343   |

График промене броја становника у току последњих година